# عنيبية كارولينية
عنيبية كارولينية (الاسم العلمي:Cocculus carolinus) هي نوع من النباتات تتبع جنس العنيبية من الفصيلة البذر القمرية.